# Celia Weston
Celia Weston (14 de diciembre de 1951) es una actriz estadounidense de teatro, cine y televisión. Es reconocida por su papel de Jolene Hunnicutt en la serie de televisión Alice.

## Carrera
Celia Weston trabajó en el drama televisivo semanal Memphis Beat (con Jason Lee y Alfre Woodard). En 2010, Weston apareció en Modern Family (de la cadena ABC), como la madre de Cam.

## Vida personal
Weston es graduada del Salem College ―en Winston-Salem (Carolina del Norte)― y de la Escuela de Arte de la Universidad de Carolina del Norte.
Vive en la ciudad de Nueva York.

## Filmografía

### Cine
| Título                       | Año  | Rol                  | Notas                                   |
| ---------------------------- | ---- | -------------------- | --------------------------------------- |
| Honky Tonk Freeway           | 1981 | Grace                |                                         |
| Lost Angels                  | 1989 | Felicia Doolan Marks |                                         |
| Little Man Tate              | 1991 | Miss Nimvel          |                                         |
| Dead Man Walking             | 1995 | Mary Beth Percy      |                                         |
| Unstrung Heroes              | 1995 | Amelia               |                                         |
| Flirting with Disaster       | 1996 | Valerie Swaney       |                                         |
| Celebrity                    | 1998 | Dee Bartholemew      |                                         |
| The Talented Mr. Ripley      | 1999 | Tía Joan             |                                         |
| Snow Falling on Cedars       | 1999 | Etta Heine           |                                         |
| Ride with the Devil          | 1999 | Sra. Clark           |                                         |
| Hanging Up                   | 2000 | Madge Turner         |                                         |
| K-PAX                        | 2001 | Doris Archer         |                                         |
| Hearts in Atlantis           | 2001 | Alana Files          |                                         |
| In the Bedroom               | 2001 | Katie Grinnel        |                                         |
| Far from Heaven              | 2002 | Mona Lauder          |                                         |
| Igby Goes Down               | 2002 | Bunny                |                                         |
| Runaway Jury                 | 2003 | Sra. Brandt          |                                         |
| Hulk                         | 2003 | Sra. Krensler        |                                         |
| How to Lose a Guy in 10 Days | 2003 | Glenda               |                                         |
| The Village                  | 2004 | Vivian Percy         |                                         |
| Junebug                      | 2005 | Peg                  |                                         |
| No Reservations              | 2007 | Sra. Peterson        |                                         |
| The Invasion                 | 2007 | Sra. Belicec         |                                         |
| Joshua                       | 2007 | Hazel Cairn          |                                         |
| After.Life                   | 2009 | Beatrice Taylor      |                                         |
| The Box                      | 2009 | Lana Burns           |                                         |
| Observe and Report           | 2009 | Mamá                 | Madre de Ronnie Barnhardt (Seth Rogen). |
| Knight and Day               | 2010 | Molly Knight         | Madre de Matthew Knight (Tom Cruise).   |
| The Extra Man                | 2010 | Meredith Lagerfeld   |                                         |
| Happy Tears                  | 2010 | Vecina               |                                         |
| Demoted                      | 2011 | Jane                 |                                         |
| Freak Show                   | 2017 | Florence             |                                         |
| Poms                         | 2019 | Vicki                |                                         |
| You're Cordially Invited     | 2025 | Flora Buckley        |                                         |

## Televisión
| Año                               | Título    | Rol                 | Notas                                                         |
| --------------------------------- | --------- | ------------------- | ------------------------------------------------------------- |
| Alice                             | 1981-1985 | Jolene Hunnicut     |                                                               |
| Law & Order: Special Victims Unit | 2001      | Margaret Talmadge   | temporada 3, episodio 3: "Stolen"                             |
| Frasier                           | 2004      | Sue                 | temporada 11, episodio 21: "The Detour"                       |
| Law & Order: Criminal Intent      | 2005      | Joanne Dexler       | temporada 4, episodio 19: "Beast"                             |
| Desperate Housewives              | 2008      | Adele Delfino       | temporada 4, episodio 15: "Mother Said" madre de Mike Delfino |
| Memphis Beat                      | 2010-2011 | Paula Ann Hendricks | Madre de Dwight Hendricks                                     |
| Modern Family                     | 2010-2013 | Barbara Tucker      | Madre de Cam episodios: "Mother Tucker", "ClosetCon '13"      |
| Under The Dome                    | 2013      | Sra. Moore          | temporada 1, episodio 4: "Outbreak"                           |
| American Horror Story: Freak Show | 2014-2015 | Lilian Hemmings     | 5 episodios                                                   |